# Escurçó ibèric
L'escurçó ibèric (Vipera latastei) és una espècie de serp de la família dels vipèrids que viu a gran part de la península Ibèrica i Nord d'Àfrica. És una serp verinosa, tot i que els casos mortals són excepcionals.

## Descripció
És molt semblant a l'escurçó pirinenc, però d'aspecte més rabassut i amb el morro generalment prominent, de manera que sembla una petita banya. Té les pupil·les el·líptiques i el cap, també com l'escurçó abans esmentat i a diferència dels colúbrids, és recobert de petites escates, tret de les supraoculars, que són ben desenvolupades, cosa que fa que destaquin ostensiblement entre les altres.
El dors sol ésser bru o grisenc, amb una ratlla vertebral en ziga-zaga de tons més foscos. Al mateix temps, també en els flancs hi ha un seguit de taques més o menys circulars, que recorren tota la llargària de l'ofidi. Les plaques supralabials, per la seua coloració blanquinosa, contrasten amb les tonalitats apagades del cap. El ventre és generalment gris.
Pot mesurar fins a 75 cm, bé que normalment no ultrapassa els 60 incloent-hi la cua.

## Subespècies
| Subespècies              | Autoritat          | Distribució geogràfica                  |
| ------------------------ | ------------------ | --------------------------------------- |
| Vipera latastei gaditana | Saint-Girons, 1977 | La major part de la península Ibèrica.  |
| Vipera latastei latastei | Boscà, 1878        | Sud d'Ibèria, Marroc, Algèria, Tunísia. |

## Costums
De costums crepusculars i nocturns a l'estiu i més diürn a la primavera i a la tardor, viu en zones rocoses i seques, bé que també es localitza en boscos oberts i ocasionalment en boscúries força denses.
Com succeeix en altres animals proveïts de mecanismes de defensa molt reeixits, es tracta també d'un ofidi pacífic que només ens pot mossegar accidentalment, fet que es pot donar amb més facilitat a la tardor, atès que en aquesta època té el costum d'enfilar-se als arbusts d'un o dos metres d'alçada, cosa que converteix la seua mossegada en molt perillosa, perquè pot afectar la cara o el coll de la persona que passa per aquests indrets i que, sense saber-ho, pot provocar l'atac fulminant de l'ofidi.
Per bé que molts autors consideren més perillós l'enverinament produït per Vipera aspis que el produït per Vipera latasti, s'ha comprovat que la intoxicació sol adquirir més gravetat en aquesta darrera espècie, tot i que els casos mortals són gairebé excepcionals, i més encara si es prenen les mesures adients després d'una escomesa per part d'aquest vipèrid.

## Alimentació
Es nodreix bàsicament de micromamífers, però no rebutja els ocells, especialment els joves, i en la seua etapa juvenil sol capturar invertebrats i petits saures.

## Reproducció
La còpula es realitza a la primavera, i al cap de pocs mesos la femella parirà de cinc a vuit cries perfectament formades i proveïdes de l'aparell verinós que les farà tan temudes.

## Distribució
Absent a Andorra i les Balears, es troba a les serralades litorals i interiors del País Valencià i les comarques de Lleida, Tarragona i centre i sud de Barcelona.